# Мейдерберг
Мейдерберг (нід. Muiderberg) — село в нідерландській провінції Північна Голландія. Входить до складу муніципалітету Гойсе-Мерен. Станом на початок 2021 року населення складало 3150 осіб.

## Історія
Мейдерберг знаходиться на сході муніципалітету Мейден на південному сході провінції Північна Голландія на заході Нідерландів. Він розташований на кордоні озера Еймер на півночі та Наардербос на сході. Він розташований приблизно за 6 км на північ від Бюссюма та за 2 км на захід від Наардена.
У 2016 році село налічувало 1605 жителів. Площа забудови міста становила 0,61 км² і містила 750 резиденцій. Статистична зона «Мейдерберг», яка також може включати периферійні частини села, а також навколишню сільську місцевість, налічує близько 3140 осіб.
У Мейдерберзі також знаходиться найбільше єврейське кладовище в Нідерландах. Цвинтар був заснований у 1642 році німецькими євреями та об’єднаний із сусіднім польським єврейським кладовищем, заснованим у 1660 році. Приймальна зона датується 1933 роком. Їх спроєктував Гаррі Елте.

## Галерея

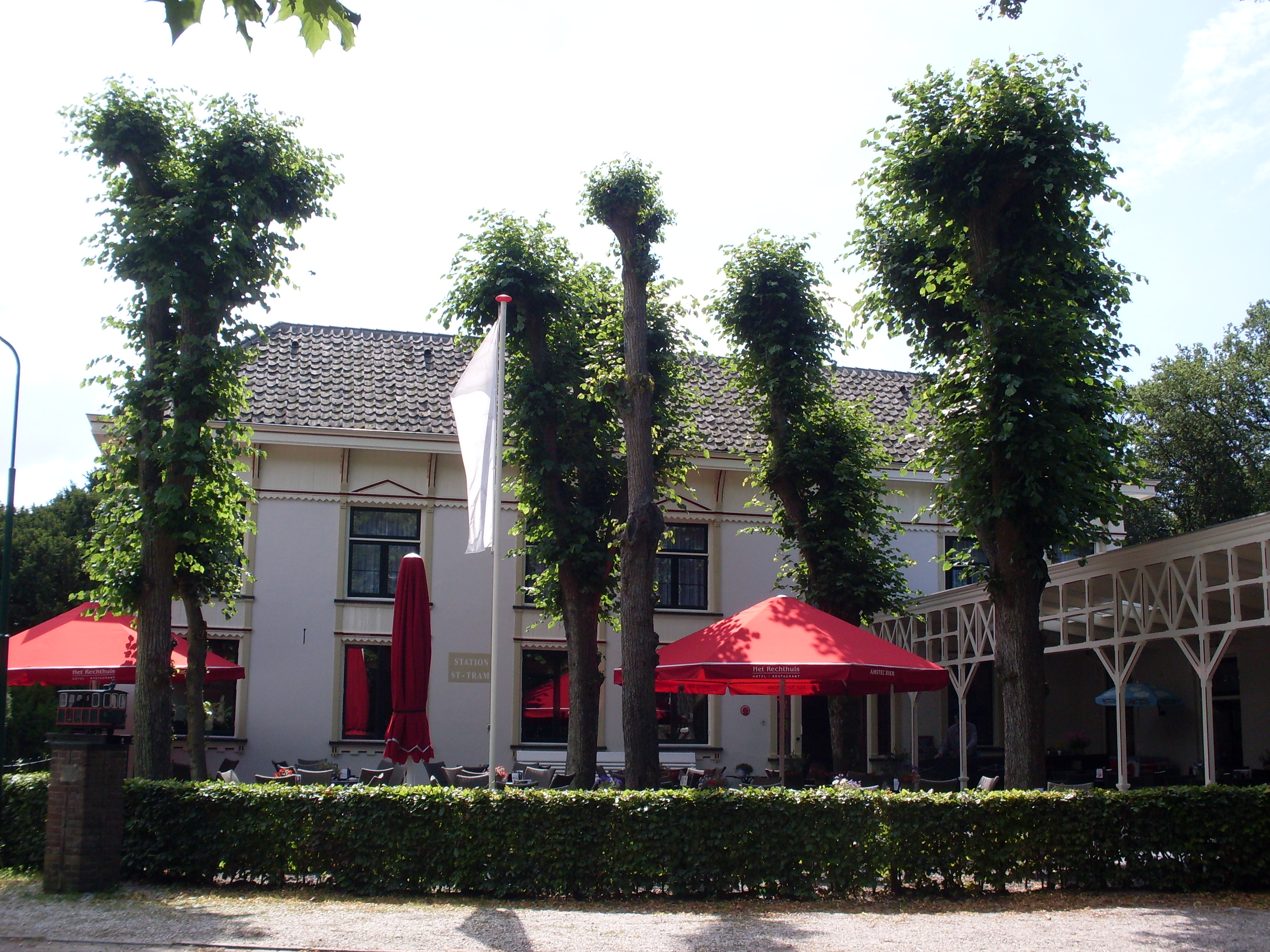
Будинок суду
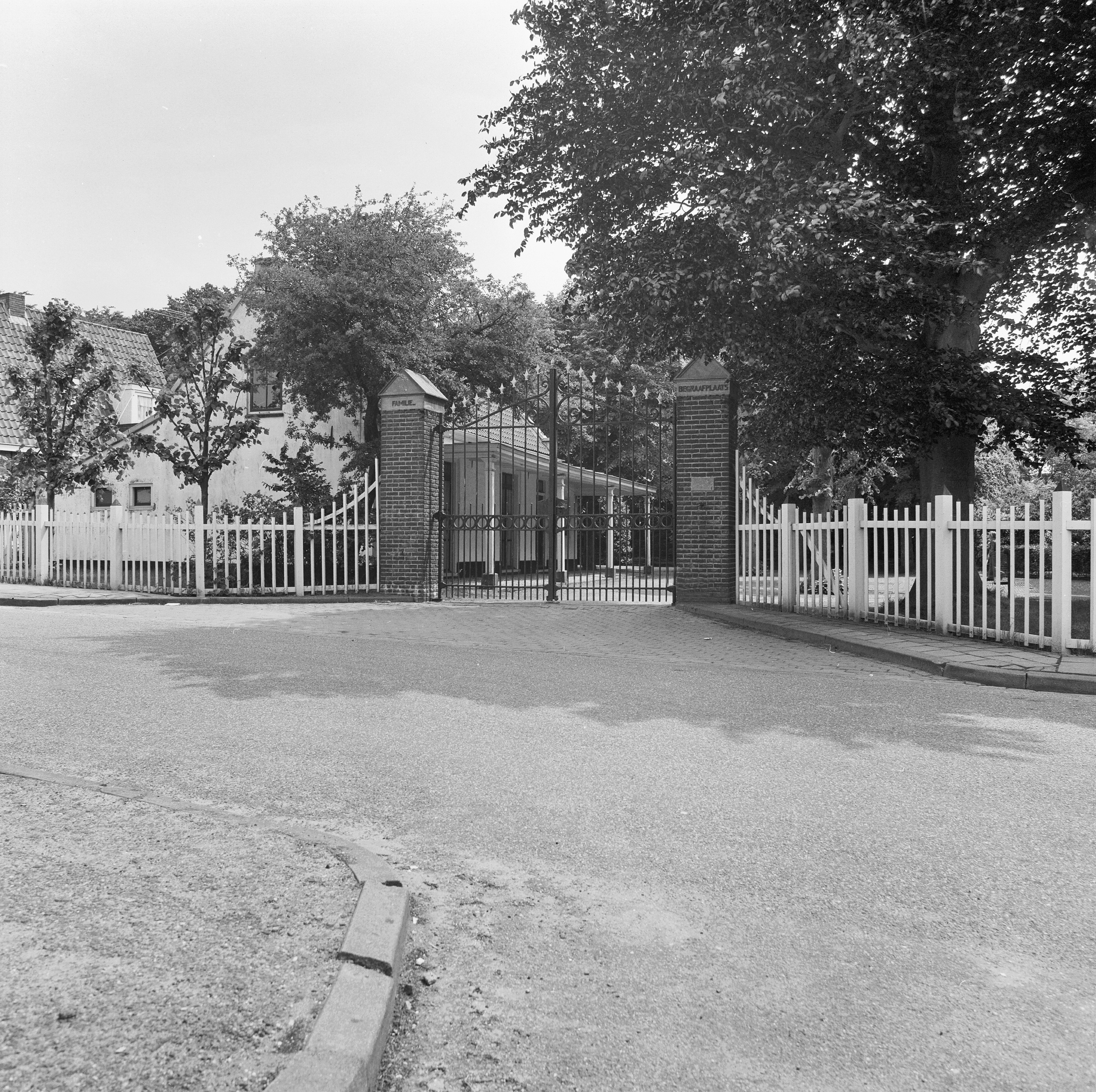
Вхід на загальне кладовище
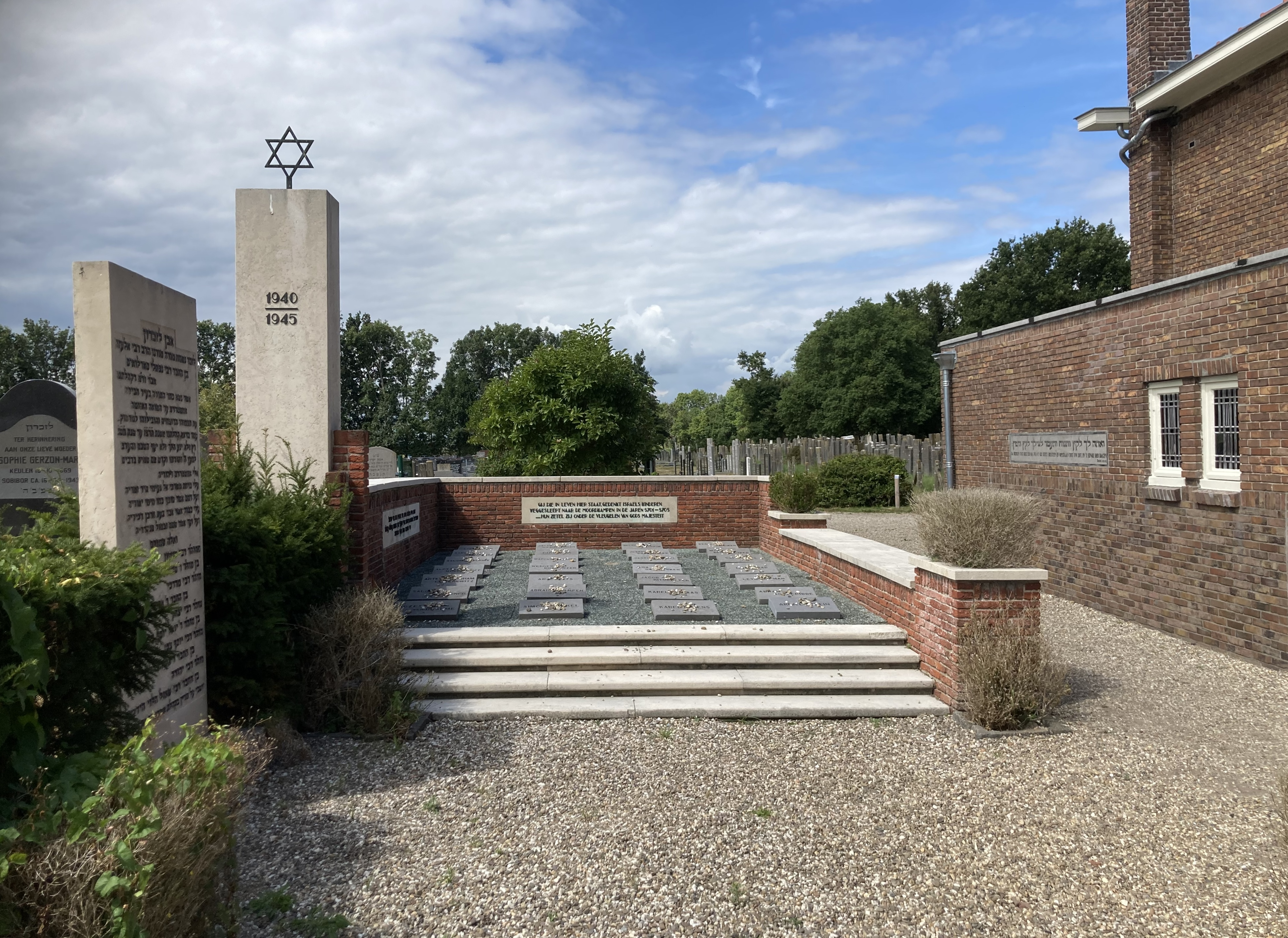
Монумент на єврейському кладовищі
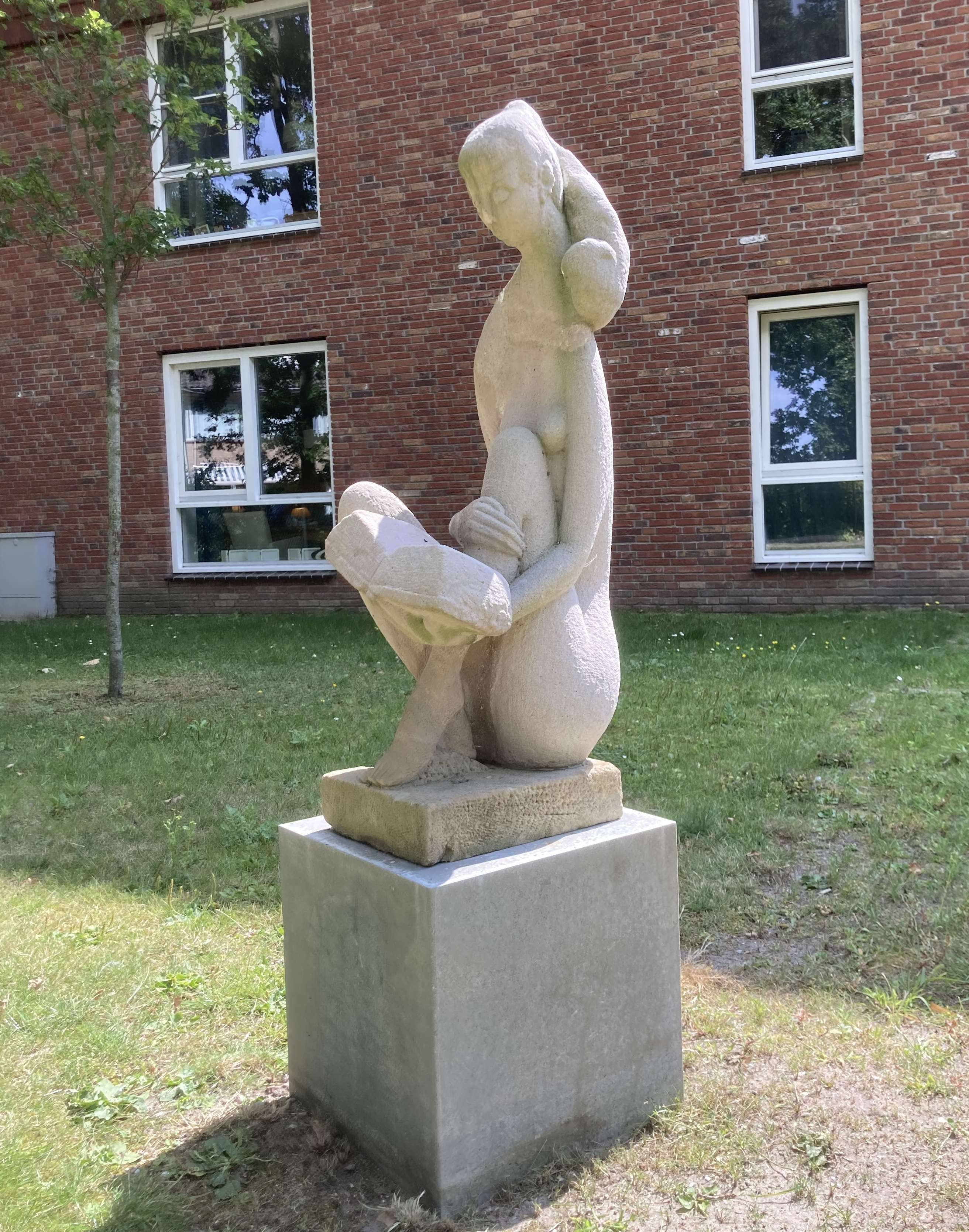
Скульптура «Жінка, що читає»